# Румыно-украинские отношения
Румыно-украинские отношения — двусторонние дипломатические отношения между Румынией и Украиной. Румыния является членом НАТО (Украина участник Ускоренного диалога) и Европейского союза (Украина страна-участник Восточного партнёрства и кандидат на членство в ЕС). Протяжённость государственной границы между странами составляет 601 км.

## История
16 сентября 2004 года Румыния подала меморандум в Международный суд ООН с вопросом о разграничении континентального шельфа. Статус Змеиного имел важное значение при рассмотрении в Международном суде ООН территориального спора между Украиной и Румынией о делимитации континентального шельфа и исключительной экономической зоны, богатых запасами нефти и газа. 3 февраля 2009 года было вынесено решение, согласно которому Змеиный признан островом, а не скалой, что пыталась доказать Румыния.
В течение последних двух лет между странами наблюдается значительное потепление в отношениях после десятилетий взаимных упрёков, связанных с территориальным спором. Основной причиной потепления отношений между странами стала аннексия Крыма в 2014 году, что было с тревогой воспринято румынскими властями и сподвигло их к пересмотру своей внешней политики в отношении к Украине. 21 апреля 2016 года президент Украины Пётр Порошенко посетил с официальным визитом Румынию. Он провёл встречу со своим румынским коллегой Клаусом Йоханнисом, а также с премьер-министром этой страны и другими политиками. Стороны отметили, что контакты между странами были активизированы на самом высоком политическом уровне, институты двустороннего сотрудничества восстановлены, в том числе в сфере безопасности. Визит Петра Порошенко сопровождался заявлениями о готовности углублять контакты с Румынией в экономической, оборонной, образовательной и культурной областях.

## Дипломатические представительства
- Румыния имеет посольство в Киеве[6], а также генеральные консульства в Одессе и Черновцах[7]. Чрезвычайный и полномочный посол Румынии на Украине — Кристиан-Леон Цуркану[укр.].
- Украина имеет посольство в Бухаресте[8]. Временный поверенный в делах Украины в Румынии — Паун Аурелович Роговей.

## Торговля
В 2011 году объём товарооборота между странами составил сумму 1,8 млрд долларов США, что составляло менее 1,5 % от общего объема внешней торговли Украины. В 2013 году Румыния экспортировала товаров на Украину на сумму 964,2 млн. евро, основные статьи экспорта: овощи, минеральные продукты, химическая продукция, машинное оборудование и автомобили. В 2013 году Украина экспортировала товаров в Румынию на сумму 457,8 млн. евро, основные статьи экспорта: минеральные продукты, древесина, неблагородные металлы.